# Аренас, Сандра
Сандра Лорена Аренас (исп. Sandra Arenas; род. 17 сентября 1993, Перейра, Рисаральда) − колумбийская легкоатлетка, серебряный призёр летних Олимпийских игр 2020 в Токио в спортивной ходьбе на 20 километров.

## Биография
Родилась 17 сентября 1993 года в городе Перейра, Рисаральда, Колумбия.
В мае 2012 года Аренас выиграла соревнования среди женщин на дистанции 10 километров (юниоры) на Кубке мира по спортивной ходьбе 2012 года в Саранске, Россия.
В июле 2012 года Аренас выиграл бронзовую медаль в соревнованиях по спортивной ходьбе на 10 км на чемпионате мира среди юниоров по легкой атлетике 2012 года со временем 45: 44,46.
В 2019 году Сандра Аренас стала чемпионкой Панамериканских игр на дистанции 20 км.

## На Олимпийских играх
Сандра Аренас занял 32-е место в спортивной ходьбе на 20 км на Летних Олимпийских играх 2012 года в Лондоне со временем 1:33:21.
Через четыре года снова заняла 32-е место на летних Олимпийских играх 2016 года в Рио-де-Жанейро со временем 1:35:40.
Аренас заняла второе место на летних Олимпийских играх 2020 года со временем 1:29:37.. Она уступила 25 секунд победительнице из Италии Антонелла Пальмизано.

## Личные рекорды
На стадионе
- 5000 м: 23: 18.0 (высота) — Гуарне, 23 сентября 2012 года, Колумбия
- 10 000 м: 44: 58,26 — Сан-Паулу, 1 августа 2014 года, Бразилия
- 20000 м: 1: 31: 46.9 (высота) — Сантьяго, 13 марта 2014 года, Чили

Шоссе
- 10 км: 45:17 — Салинас, 17 марта 2012 года, Эквадор
- 20 км: 1:30:18 — Тайсанг, 4 мая 2014 года, Китай